# 유해어법
유해어법은 생태계를 파괴하는 낚시법이다. 대한민국법은 폭파 낚시, 유독물 낚시, 전류어법(전기충격낚시도 포함)를 유해어법으로 규정한다.
파괴적인 어업 관행은 쉽게 수생 서식지와 생태계에 돌이킬 수 없는 손상을 초래하는 관행이다. 많은 낚시 기술은 부적절하게 사용하면 파괴적일 수 있지만 일부 관행은 특히 돌이킬 수 없는 손상을 초래할 가능성이 있다. 이러한 관행은 항상 그런 것은 아니지만 대부분은 불법이다.